# Famiglia Eunomia
La famiglia di asteroidi Eunomia è un grande raggruppamento di asteroidi di tipo S che prendono il nome dalla dea greca Eunomia. È la più importante famiglia della Fascia principale intermedia. Circa il 5% della fascia principale di asteroidi appartiene a questa famiglia.

## Caratteristiche
Finora il membro più grande è 15 Eunomia, il più grande degli asteroidi "rocciosi" di tipo S, misura circa 300 km lungo l'asse maggiore, ha un raggio medio di 250 km e si trova vicino al baricentro della famiglia. Si stima che Eunomia contenga circa il 70-75% della materia del corpo che lo ha originato. Questo aveva un diametro medio di circa 280 km e fu distrutto dall'impatto catastrofico che ha originato la famiglia. È probabile che il corpo d'origine fosse almeno parzialmente differenziato, perché la superficie di Eunomia e gli spettri dei membri più piccoli della famiglia mostrano alcune variazioni. Ciononostante, altri studi suggeriscono che il corpo che fu definitivamente distrutto dall'impatto che creò la famiglia fosse forse già frammentato da precedenti collisioni più piccole. "L'investitore" era probabilmente un asteroide più piccolo ma di dimensioni già sostanziali, di 50 km di diametro (o simile), che si schiantò alla velocità di circa 22.000 km/h.
Gli altri membri della famiglia sono distribuiti abbastanza regolarmente nello spazio orbitale attorno a Eunomia. Il successivo membro più grande identificato dall'analisi fu 258 Tyche, di 65 km di diametro. Tuttavia, la sua orbita si trova nell'estremità di quella considerata l'area della famiglia, e potrebbe con buone possibilità essere un intruso. I più grandi membri evidenti della famiglia hanno un diametro di circa 30 km, con vari asteroidi di dimensioni simili.
Studi spettroscopici hanno evidenziato che i membri della famiglia abbracciano una rilevante varietà di composizioni, sebbene rimangano tutti nella classe spettrale S. Hanno infatti una composizioni superficiale rocciosa (piuttosto che ghiacciata) che include silicati e in parte nickel-ferro e sono piuttosto luminosi per le loro dimensioni.
La famiglia contiene un numero relativamente alto di piccoli oggetti. Dal momento che molti di questi oggetti più piccoli sono stati "erosi" nel tempo a causa di collisioni secondarie, perturbazioni gravitazionali e l'effetto Yarkovsky, ciò indica che la famiglia Eunomia è nata abbastanza recentemente (sulla scala temporale astronomica).
Il modulo spaziale Cassini-Huygens volò nei pressi di 2685 Masursky, un piccolo membro della famiglia, nel 2000. Tuttavia, la distanza di incontro di circa un milione di chilometri era troppo grande per poter studiare la superficie del corpo.

## Posizione e dimensioni
La famiglia Eunomia si trova tra le risonanze orbitali 3:1 e 8:3 con Giove, ad inclinazioni relativamente alte.
L'analisi numerica HCM di Zappalà et al stabilì l'esistenza di un gran numero di "membri nocciolo", i cui elementi orbitali propri si trovano alle distanze approssimative
|     | ap      | ep    | ip    |
| --- | ------- | ----- | ----- |
| min | 2.54 UA | 0.121 | 11.6° |
| max | 2.72 UA | 0.180 | 14.8° |

All'epoca attuale, la distanza osculatrice degli elementi orbitali di questi membri principali è
|     | a       | e     | i     |
| --- | ------- | ----- | ----- |
| min | 2.53 UA | 0.078 | 11.1° |
| max | 2.72 UA | 0.218 | 15.8° |

L'analisi di Zappalà del 1995 trovò 439 membri essenziali, mentre una recente ricerca in un database di elementi propri su 96944 corpi minori nel 2005 trovò 4649 oggetti giacenti nella regione rettangolare definita nella prima tavola qui sopra. Ciò in tutto dovrebbe dare circa il 5% dell'intera fascia principale di asteroidi.

## Intrusi
Sono stati identificati diversi intrusi, che condividono gli stessi elementi orbitali con i veri membri della famiglia, ma non possono aver avuto origine dalla stessa rottura per le differenze spettrali (e, conseguentemente, di composizione). I seguenti sono stati identificati in una misurazione spettrale, e anche con l'ispezione del PDS asteroid taxonomy data set Archiviato il 19 novembre 2003 in Archive.is. per membri non del tipo S: 85 Io, 141 Lumen, 546 Herodias, 657 Gunlöd, 1094 Siberia e 1275 Cimbria.